# Hebius chapaensis
Hebius chapaensis is een slang uit de familie toornslangachtigen (Colubridae) en de onderfamilie waterslangen (Natricinae).

## Naam en indeling
De wetenschappelijke naam van de soort werd voor het eerst voorgesteld door René Léon Bourret in 1934. Oorspronkelijk werd de wetenschappelijke naam Pararhabdophis chapaensis gebruikt. Hebius chapaensis werd lange tijd als de enige vertegenwoordiger van het monotypische geslacht Pararhabdophis gezien, maar werd in 2018 bij het geslacht Hebius ingedeeld.

## Verspreiding en habitat
Hebius chapaensis komt voor in delen van Azië en leeft in de landen China en Vietnam. De habitat bestaat uit vochtige tropische en subtropische bergbossen. De soort is aangetroffen tot op een hoogte van ongeveer 1500 meter boven zeeniveau.

## Beschermingsstatus
Door de internationale natuurbeschermingsorganisatie IUCN is de beschermingsstatus 'onzeker' toegewezen (Data Deficient of DD).